# Sylvester Jasper
Sylvester Alexander Jasper (Londra, 13 settembre 2001) è un calciatore bulgaro con cittadinanza britannica, attaccante dello Śląsk Breslavia.

## Biografia
Ha frequentato il St Richard Reynolds Catholic College a Twickenham dal 2013 al 2017. Suo bisnonno è stato il giocatore del Marek Dupnica Sašo Pargov e suo cugino è Ivajlo Pargov.

## Carriera

### Club
Ha iniziato la sua carriera nelle giovanili del QPR a 9 anni e si è trasferito al Fulham 2 anni dopo. Nel gennaio 2020 ha fatto il suo debutto professionistico in FA Cup contro il Manchester City. Il 25 agosto 2020 ha firmato il suo primo contratto professionistico.
Il 4 agosto 2021 è stato prestato al Colchester Utd in Football League Two fino a gennaio 2022. Ha fatto il suo debutto dalla panchina il 7 agosto nel pareggio contro il Carlisle Utd per 0-0.
Il 31 gennaio 2022 si è unito agli scozzesi dell'Hibernian in prestito per il resto della stagione, con un'opzione di acquisto al termine di essa. Ha giocato 16 incontro con gli Hibs ma non è stato riscattato.
Il 1 settembre 2022 è stato prestato al Bristol Rovers in Football League One per la stagione 2022-23. Ha debuttato due giorni più tardi nel pareggio per 2-2 contro il Morecambe. Dopo essere rimasto fuori della squadra nel pareggio per 2-2 contro il Plymouth, il tecnico Joey Barton ha annunciato che il giocatore sarebbe tornato al Fulham perché non era soddisfatto della quantità di tempo di gioco che gli era stata concessa.
Il 5 aprile 2023 si è unito al Portimonense a titolo definitivo.

### Nazionale
Può essere convocato dalla nazionale inglese, bulgara e nigeriana per via delle sue origini. Nel 2016 ha rappresentato l'Inghilrerra U15.
Il 2 novembre 2021 ha ricevuto la prima convocazione con la Bulgaria U21 per le qualificazioni al campionato europeo contro Olanda e Moldavia. Ha debuttato nell'incontro contro l'Olanda.

## Statistiche

### Presenze e reti nei club
Statistiche aggiornate al 20 settembre 2023.
| Stagione        | Squadra         | Campionato      | Campionato | Campionato | Coppe nazionali | Coppe nazionali | Coppe nazionali | Coppe continentali | Coppe continentali | Coppe continentali | Altre coppe | Altre coppe | Altre coppe | Totale | Totale | Totale |
| Stagione        | Squadra         | Comp            | Pres       | Reti       | Comp            | Pres            | Reti            | Comp               | Pres               | Reti               | Comp        | Pres        | Reti        | Pres   | Reti   |        |
| --------------- | --------------- | --------------- | ---------- | ---------- | --------------- | --------------- | --------------- | ------------------ | ------------------ | ------------------ | ----------- | ----------- | ----------- | ------ | ------ | ------ |
| 2019-2020       | Fulham          | FLC             | 2          | 0          | FACup+CdL       | 1+0             | 0               |                    | -                  | -                  |             | -           | -           | 3      | 0      |        |
| 2020-2021       | Fulham          | PL              | 0          | 0          | FACup+CdL       | 0               | 0               |                    | -                  | -                  |             | -           | -           | 0      | 0      |        |
| 2021-gen. 2022  | Colchester Utd  | FL2             | 18         | 2          | FACup+CdL       | 2+1             | 1+0             |                    | -                  | -                  | FLT         | 3           | 0           | 24     | 3      |        |
| gen.-giu. 2022  | Hibernian       | SP              | 13         | 0          | CS+CdL          | 3+0             | 0               |                    | -                  | -                  |             | -           | -           | 16     | 0      |        |
| set.-ott. 2022  | Bristol Rovers  | FL1             | 6          | 0          | FACup+CdL       | 0               | 0               |                    | -                  | -                  | FLT         | 2           | 0           | 8      | 0      |        |
| 2023-2024       | Portimonense    | PL              | 6          | 0          | CP+CdL          | 1+2             | 0               |                    | -                  | -                  |             | -           | -           | 9      | 0      |        |
| Totale carriera | Totale carriera | Totale carriera | 45         | 2          |                 | 10              | 1               |                    | -                  | -                  |             | 5           | 0           | 60     | 3      |        |